# Stigmatium verrucosum
Stigmatium verrucosum is een keversoort uit de familie mierkevers (Cleridae). De wetenschappelijke naam van de soort is voor het eerst geldig gepubliceerd in 1894 door Kuwert.